# Юніон Пасіфік
«Юніон Пасіфік» (англ. Union Pacific) — американський вестерн режисера Сесіла Де Мілля 1939 року.

## Сюжет
Президент Авраам Лінкольн перед смертю схвалює план по будівництву залізниці Юніон Пасіфік, яка зв'яже два узбережжя США. За безпеку на будівництві відповідає ветеран Громадянської війни капітан Джефф Батлер. Він дізнається, що його бойовий товариш Дік Аллен працює на конкурентів — дорогу Сентрал Пасіфік. І Джефф, і Дік закохуються в красуню Моллі, працівницю пошти.

## У ролях
- Барбара Стенвік — Моллі Монахан
- Джоел МакКрі — Джефф Батлер
- Акім Таміров — Фієста
- Роберт Престон — Дік Аллен
- Лінн Оверман — Ліч Оверміл
- Брайан Донлеві — Сід Кампеу
- Роберт Беррат — Дюк Рінг
- Ентоні Куінн — Кордрей
- Стенлі Ріджес — генерал Касмент
- Генрі Колкер — Аса М. Барроуз
- Френсіс МакДональд — генерал Додж
- Віллард Робертсон — Оукс Еймс
- Гарольд Гудвін — Кельвін
- Евелін Кейс — місіс Кельвін

## Нагороди
- 1939 — «Золота пальмова гілка» Каннського кінофестивалю